# Sala Gaspar
La Sala Gaspar fou una galeria d'art fundada l'any 1909 per Joan Gaspar Xalabarder, ubicada al carrer Consell de Cent de Barcelona. En l'actualitat es pot apreciar una placa commemorativa al número 323 de l'anomenat carrer, ubicació de l'antic local.
La sala va començar a partir d'un negoci-botiga de marcs, vidres, reproduccions i gravats que, a mesura que va anar entrant en el món artístic, s'hi va especialitzar. Era compromesa amb els moviments d'art avantguardista; va promoure les activitats del Club 49 i exposicions d'artistes com Pablo Picasso, Salvador Dalí, Joan Miró, Antoni Clavé, Antoni Tàpies, Marc Chagall, Georges Braque, Eduardo Chillida, Andreu Alfaro, Alexander Calder, Moisès Villèlia, Alexei von Jawlensky i Francesc Pausas. També contribuí a la difusió per Amèrica del Nord de l'art català amb diverses exposicions dels artistes catalans més representatius. El 1988 va rebre per això la Creu de Sant Jordi de la Generalitat de Catalunya.
Després de la Guerra Civil, la sala fou gestionada pel seu fill i el seu nebot, Miquel Gaspar Paronella i Joan Gaspar Paronella respectivament. La galeria tancà l'any 1996 però la família continuà amb projectes al món de l'art.
L'any 1992 Joan Gaspar Farreras, renebot de Joan Gaspar Xalabarder (fundador de la Sala) i fill de Joan Gaspar Paronella (predecessor), va obrir la Galeria Joan Gaspar a la Plaça Dr. Letamendi - traslladada al 2018 al carrer Consell de Cent 284, davant l'antic local de la Sala Gaspar. D'altra banda, l'any 2013 Ana Gaspar i Moishan Gaspar, néta i besnét del fundador, obriren una nova Sala Gaspar que actualment està tancada.